# Challenger de Santiago 2016
El torneo Challenger ATP Cachantún Cup 2016 es un torneo profesional de tenis. Pertenece al ATP Challenger Series 2016. Se disputará su 9.ª edición sobre superficie tierra batida, en Santiago, Chile entre el 07 al el 13 de marzo de 2016.

## Jugadores participantes del cuadro de individuales
| Favorito | País                 | Jugador                 | Rank1 | Posición en el torneo |
| -------- | -------------------- | ----------------------- | ----- | --------------------- |
| 1        | Bandera de Argentina | Facundo Bagnis          | 95    | CAMPEÓN               |
| 2        | Bandera de España    | Roberto Carballés Baena | 105   | Segunda ronda         |
| 3        | Bandera de Brasil    | Rogério Dutra Silva     | 115   | FINAL                 |
| 4        | Bandera de Argentina | Máximo González         | 140   | Segunda ronda         |
| 5        | Bandera de Argentina | Carlos Berlocq          | 141   | Baja                  |
| 6        | Bandera de Argentina | Facundo Argüello        | 143   | Segunda ronda         |
| 7        | Bandera de Argentina | Nicolas Kicker          | 155   | Primera ronda         |
| 8        | Bandera de Brasil    | Guilherme Clezar        | 176   | Cuartos de final      |

- 1 Se ha tomado en cuenta el ranking del 29 de febrero de 2016.

### Otros participantes
Los siguientes jugadores recibieron una invitación (wild card), por lo tanto ingresan directamente al cuadro principal (WC):
- Gonzalo Achondo
- Marcelo Tomás Barrios Vera
- Christian Garin
- Thiago Monteiro

Los siguientes jugadores ingresan al cuadro principal tras disputar el cuadro clasificatorio (Q):
- Federico Coria
- Maximiliano Estévez
- Adrien Puget
- Pedro Sakamoto

## Campeones

### Individual Masculino
- Facundo Bagnis derrotó en la final a  Rogério Dutra Silva, 6–7(3), 6–4, 6–3

### Dobles Masculino
- Julio Peralta /  Hans Podlipnik derrotaron en la final a  Facundo Bagnis /  Máximo González, 7–6(4), 4–6, [10–5]